# 21世纪经济报道
《21世纪经济报道》（英文：21st Century Business Herald，缩写：21CBH）是一家中国财经类日报，隶属于南方报业传媒集团所属的三大报系之一的“21世纪报系”，创办于2001年1月1日。创刊时由南方报业持股41%。目前为中国大陆发行量最大、最具影响力的主流财经媒体，也是在世界经济界最受关注的中国经济类日报。
《21世纪经济报道》运营实体为广东二十一世纪环球经济报社，总部位于广东省广州市广州大道中289号南方报业传媒集团，在中国北京、上海、深圳、香港等多个城市，以及纽约、伦敦全球多个城市派驻记者站。每周出版五期，逢工作日出版，发行量逾75万份/次。另外，设有“21经济”APP、“21经济网”网络电子版。

## 历史
2001年1月1日，《21世纪经济报道》创刊，面向中国内地发行，口号"与加入WTO后的中国一起成长"，发刊词为“我们的梦想就是国家的梦想”。主要人员为来自《南方周末》经济版的沈颢、刘洲伟、陈东阳、李戎四人，版面风格参考《华尔街日报》，以揭黑的批评性报道为主打特色。2001年6月，《21世纪经济报道》发行量突破40万，创造了中国报业的一个奇迹，当年盈利。
创刊时为周报，2003年1月，《21世纪经济报道》由一周一期到一周两期。2008年1月1日，《21世纪经济报道》由一周三期变成一周五期。
2004年9月，推出高端商业杂志《21世纪商业评论》，面向企业、政府和学术机构的中高层管理人员。2013年4月，Fast Company与21世纪传媒集团合作，正式发行中文版本《快公司》。2007年，"汉芯造假案系列"获得了2006年度"青年新闻奖"最佳调查报道大奖。
截至2013年12月31日，广东二十一世纪传媒股份有限公司资产总额49 ,342万元，负债总额17,726万元，所有者权益总额30,243万元；2013年度营业收入53,173万元，净利润9,157万元，经营活动净现金流2,456万元。
2014年，阿里巴巴拟牵头财团5亿人民币入股21世纪传媒，占增资扩股后的20%股权。21世纪报系整体估值25亿元，但最终没有成交。此时21世纪报系拥有《21世纪经济报道》、《理财周报》2份报纸，《21世纪商业评论》、《环球企业家》、《福布斯》中文版等多份杂志，以及21世纪网等媒体平台。
2016年11月17日，南方财经全媒体集团成立，为中国第一家全媒体集团。整合报（21世纪经济报道、投资快报）、刊（二十一世纪商业评论、快公司、城市画报）、电视频道（经济科教频道）、广播频率（股市广播），以及新闻客户端（21世纪经济报道APP）、网站（21经济网、财富动力网）、微博、微信等，《21世纪经济报道》于当日起同时隶属南方财经全媒体集团。
2017年9月，“21财经”APP下载量已突破5000万，月活跃用户数850万，用户规模、社会影响行业领先。

## 争议
2013年上半年，由于与农夫山泉的合作纠纷，21世纪经济报道开始对农夫山泉进行一系列负面批评，使农夫山泉遭受巨大质疑，销售受到很大影响，2014年9月，21世纪报系下属的《理财周报》先后有多人被上海市公安机关采取强制措施，累及《21世纪经济报道》。2015年4月，中国国家新闻出版广电总局勒令，21世纪网停办、《理财周报》吊销出版许可证，《21世纪经济报道》整顿。2015年12月24日，上海市浦东新区法院一审判决，21世纪传媒因强迫交易罪被判处罚金948.5万元。中国媒体被要求“严格按照新华社通稿报道，不炒作，不派记者采访”，中央电视台播出沈颢电视道歉片段。
受此事件冲击，21世纪报系大批优秀记者离职，下属报刊先后停刊。2014年4月，《环球企业家》杂志正式停刊。2015年12月31日，《福布斯》杂志中文版媒体团队正式解散。

## 《21世纪经济报道》相关文献
书籍
- 《中国市场经济成人礼》，2014年
- 《中国复兴之路:我们的过去、现在和未来》，2013年9月
- 《我们追逐的中国梦:美好社会三部曲》，2013年5月
- 《改革意见书:中国面临的紧要问题》，2013年1月
- 《国家经济地理系列•困境:京津冀调查实录》，2012年9月
- 《“入世”十年解密:WTO改变中国》，2012年3月
- 《创世纪》，2011年12月